# Eriocaulon flumineum
Eriocaulon flumineum är en gräsväxtart som beskrevs av Harold Norman Moldenke. Eriocaulon flumineum ingår i släktet Eriocaulon och familjen Eriocaulaceae. Inga underarter finns listade i Catalogue of Life.